# 德氏掩鼻风鸟
德氏掩鼻风鸟（英语：Duivenbode's riflebird）是一种极乐鸟，推测是丽色掩鼻风鸟（Ptiloris magnificus）与华美风鸟（Lophorina superba）的属间混种。其名字是为了纪念Maarten Dirk van Renesse van Duivenbode (1804-1878年)，一位荷兰商人。

## 历史
该混种有三具成年雄鸟的标本，均采集于位于巴布亚新几内亚东南部的尤尔岛的内陆地区，其离莫尔兹比港不远。三具标本分别被保存在美国自然历史博物馆，德累斯顿自然历史博物馆和英国自然历史博物馆中，但保存在德累斯顿国家动物历史博物馆的模式标本在第二次世界大战期间被损毁了。